# Рыжиков, Михаил Петрович
Михаил Петрович Рыжиков (22.09.1918—1994) — помощник командира взвода стрелкового батальона 284-го гвардейского стрелкового полка (95-я гвардейская стрелковая дивизия, 5-я гвардейская армия, 1-й Украинский фронт) гвардии старший сержант, участник Великой Отечественной войны, кавалер ордена Славы трёх степеней.

## Биография
Родился 22 сентября 1918 года в станице Софийская, ныне город Талгар Талгарского района Алматинской области Казахстана, в семье крестьянина. Русский. Окончил 6 классов. Трудился в колхозе.
В 1939 году был призван в Красную Армию Илийским райвоенкоматом. На фронте в Великую Отечественную войну с июня 1941 года. Воевал на Юго-Западном, Воронежском, 1-м и 2-м Украинских фронтах. Член ВКП(б)/КПСС с 1943 года. К началу 1943 года воевал в составе 285-го стрелкового полка 226-й стрелковой дивизии (с мая 1943 года - 284-го гвардейского стрелкового полка 95-й гвардейской стрелковой дивизии). Был командиром расчёта 120-мм миномёта, пулемётчиком, помощником командира взвода.
30 января 1943 года под сильным огнём противника оборудовал огневую позицию и быстро открыл ураганный огонь. Уничтожил до 40 вражеских солдат, 2 блиндажа, 2 пулемётные точки. Всего к этому времени в боях в заводской части города Сталинград его расчётом было уничтожено 4 пулемётные точки, 7 блиндажей и убито до 70 гитлеровцев. Первой боевой наградой стал орден Красной Звезды.
29 апреля 1944 года при отражении контратаки у безымянной высоты на правом берегу реки Днестр, в 22-26 км восточнее города Кишинёв, поразил пушку с прислугой, 2 пулемёта с расчётом и до отделения пехоты. 
Приказом по частям 95-й гвардейской стрелковой дивизии (№ 21/н) от 30 мая 1944 года гвардии старший сержант Рыжиков Михаил Петрович  награждён орденом Славы 3-й степени. 
14 августа 1944 года пулемётчик стрелкового батальона в одном из боёв у села Гацки (60 км. севернее города Тарнув, Польша) пулемётчик Рыжиков принял на себя командование стрелковым отделением вместо выбывшего командира и умело командовал бойцами при отражении контратак противника. На поле боя осталось лежать до 20 гитлеровцев, атаки врага были сорваны. 
Приказом по войскам 5-й гвардейской армии (№ 50/н) от 18 августа 1944 года гвардии старший сержант Рыжиков Михаил Петрович  награждён орденом Славы 2-й степени. 
12 января 1945 года при прорыве обороны противника на левом берегу реки Висла на сандомирском направлении близ города Пиньчув (Польша) первым поднялся в атаку, вместе с бойцами ворвался в траншею и выбил оттуда гитлеровцев. В бою уничтожил до 10 солдат.  Был представлен к награждению орденом Славы 1-й степени.
В наступательных боях от Вислы до Одера всегда находился в первых рядах подразделения. При овладении населённым пунктом на левом берегу реки Одер в трудную минуту боя первым поднялся в атаку, увлекая за собой бойцов, ворвался окопу противника и выбил его с занимаемого рубежа. Награждён орденом Отечественной войны 2-й степени.
Указом Президиума Верховного Совета СССР от 27 июня 1945 года гвардии старший сержант Рыжиков Михаил Петрович награждён орденом Славы 1-й степени. Стал полным кавалером ордена Славы.
В июле 1946 года был демобилизован. 
Вернулся на родину. Жил в посёлке Фабричный, ныне село Каргалы Жамбылском районе Алматинской области Казахстана. Работал шорником на Каргалинском суконном комбинате. Умер в 1994 году.

## Награды
- Орден Отечественной войны I степени (11.03.1985)[2]
- Орден Отечественной войны II степени (13.03.1945)[3]
- Орден Красной Звезды (15.02.1943)[4]
- Полный кавалер ордена Славы:
  - орден Славы I степени (27.06.1945)[5];
  - орден Славы II степени (18.08.1944)[6];
  - орден Славы III степени (30.05.1944)[7];
- медали, в том числе:

- - «За оборону Сталинграда» (14.07.1944)
  - «За освобождение Праги» (9 мая 1945>)
  - «За взятие Берлина» (9 мая 1945>)
  - «В ознаменование 100-летия со дня рождения Владимира Ильича Ленина» (6 апреля 1970)
  - «За победу над Германией в Великой Отечественной войне 1941—1945 гг.» (9 мая 1945[8])
  - «20 лет Победы в Великой Отечественной войне 1941—1945 гг.» (7 мая 1965[9])
  - «30 лет Победы в Великой Отечественной войне 1941—1945 гг.»[10]
  - 40 лет Победы в Великой Отечественной войне 1941—1945 гг.[11]
  - «30 лет Советской Армии и Флота»[12]
  - «40 лет Вооружённых Сил СССР»[13]
  - «50 лет Вооружённых Сил СССР» (26 декабря 1967[14])
- Знак «25 лет победы в Великой Отечественной войне» (1970)

## Память
- На могиле установлен надгробный памятник
- Его имя увековечено в Главном Храме Вооружённых сил России, и навсегда запечатлено на мемориале «Дорога памяти»